# Casey Comber
Casey Comber (4 de noviembre de 1996) es un deportista estadounidense que compite en atletismo, especialista en las carreras de mediofondo. En los Juegos Panamericanos de 2023 obtuvo una medalla de bronce en la prueba de 1500 m.

## Palmarés internacional
| Juegos Panamericanos | Juegos Panamericanos | Juegos Panamericanos | Juegos Panamericanos |
| Año                  | Lugar                | Medalla              | Prueba               |
| -------------------- | -------------------- | -------------------- | -------------------- |
| 2023                 | Santiago (Chile)     | Medalla de bronce    | 1500 m               |